# راپچر (ایندیانا)
راپچر (به انگلیسی: Rapture) یک منطقهٔ مسکونی در ایالات متحده آمریکا است که در ایندیانا واقع شده‌است. راپچر ۱۳۳ متر بالاتر از سطح دریا واقع شده‌است.